# Neotrichia jarochita
Neotrichia jarochita är en nattsländeart som beskrevs av Bueno-soria 1999. Neotrichia jarochita ingår i släktet Neotrichia och familjen smånattsländor. Inga underarter finns listade i Catalogue of Life.